# Empis neomexicanus
Empis neomexicanus is een vliegensoort uit de familie van de dansvliegen (Empididae). De wetenschappelijke naam van de soort werd voor het eerst geldig gepubliceerd in 1902 door Axel Leonard Melander. In 1906 werd de soort, eveneens door Melander, in het nieuwe geslacht Toreus geplaatst. Die naam was echter een junior homoniem van Toreus Purcell, 1903 [Solifugae; Ceromidae], en dus ongeldig.